# Endoclita absurdus
Endoclita absurdus är en fjärilsart som beskrevs av Daniel 1940. Endoclita absurdus ingår i släktet Endoclita och familjen rotfjärilar. Inga underarter finns listade i Catalogue of Life.